# 涅恰伊夫西克
51°1′56″N 33°15′33″E / 51.03222°N 33.25917°E
內恰伊夫斯凱（烏克蘭語：Нечаївське）是位於烏克蘭東北部的村莊，由蘇梅州科諾托普區的波皮夫卡市鎮負責管轄。該村距離科沙里和安德里伊夫西克1公里，2001年人口15。